# Helena Zboińska
Helena Zboińska 1°v. Ruszkowska, 2°v. Seeligerowa (ur. 23 kwietnia 1877 we Lwowie, zm. 4 listopada 1948 w Krakowie) – polska śpiewaczka (sopran), pedagog.

## Życiorys
Ukończyła pensję we Lwowie, gdzie następnie uczyła się śpiewu. W 1894 wyszła za mąż za aktora Ryszarda Ruszkowskiego. Studia wokalne uzupełniała następnie niemal do końca kariery w Warszawie, Wiedniu, Mediolanie i Madrycie. Debiutowała w 1900 w Teatrze Miejskim we Lwowie, gdzie zaangażowana szybko objęła pierwszoplanowe, sopranowe partie liryczne. W 1903 została zaangażowana do WTR, gdzie śpiewała do 1907 głównie partie sopranowe, zarówno liryczne, jak i dramatyczne. Była doskonałą odtwórczynią partii bohaterek wagnerowskich. W tym czasie koncertowała w Wiedniu, m.in. w wiedeńskiej Hofoper. W 1906 wyszła powtórnie za mąż za doktora Ferdynanda Seeligera, sekretarza ministra finansów w Wiedniu.
W styczniu 1907 wystąpiła w Teatro alla Scala w Mediolanie w Zmierzchu bogów Wagnera oraz w kwietniu 1908 jako Helena w Mefistofelesie Boito, w towarzystwie Fiodora Szalapina i pod batutą Toscaniniego. Do 1914 śpiewała za granicą, we Włoszech, Hiszpanii i Ameryce Południowej. W latach 1914–1916 śpiewała w wiedeńskiej Operze Cesarskiej i Teatrze Narodowym w Pradze. W 1919 przybyła do Warszawy. Zaangażowana do opery na stanowisko „primadonny dramatycznej” występowała na scenie Teatru Narodowego do końca swej kariery. Ostatni raz wystąpiła w 1928 w partii Bony (Zygmunt August).
Po zejściu ze sceny zamieszkała w Krakowie i poświęciła się pracy pedagogicznej w konserwatorium krakowskim, a potem we własnej prywatnej szkole śpiewu. Okupację niemiecką przeżyła w Krakowie. Po wojnie objęła stanowisko profesora PWSM w Krakowie. Jej uczennicami były: Ewa Bandrowska-Turska, Ada Sari, Wanda Wermińska. Była członkiem zasłużonym ZASP.

## Życie prywatne
Córka aktora Marcelego Zboińskiego, żona aktora Ryszarda Ruszkowskiego i matka aktora Wojciecha Ruszkowskiego.

## Kariera zawodowa
- 1900–1902 śpiewaczka Teatr Miejski Lwów
- 1903–1907 śpiewaczka Warszawskie Teatry Rządowe Warszawa
- 1907–1908 śpiewaczka Teatro alla Scala Mediolan
- 1908–1914 śpiewaczka za granicą
- 1914–1916 śpiewaczka Opera Cesarska Wiedeń
- 1919–1928 primadonna Teatr Wielki w Warszawie
- 1919–1928 wykładowca prywatna szk.muz.Warszawa
- 1928–1937 wykładowca Konserwatorium w Krakowie
- 1937–1938 własna szkoła śpiewu Kraków

## Odznaczenia
- Krzyż Kawalerski Orderu Odrodzenia Polski (30 kwietnia 1925)[4].